# Plus (Schiff, 1885)
Bark PLUS, Anker mit Kette wurden 1986 dem Schifffahrtsmuseum von Åland geschenkt. © Jukka Mikkola 2008.

Link zum Bild

Die Bark Plus war das letzte aus  Eisen auf der Schiffswerft Blohm & Voss für die Hamburger Reederei F. Laeisz gebaute Frachtschiff. Der Großsegler lief am 18. November 1885 vom Stapel und machte bis 1908 zahlreiche Fahrten mit Massengut und in der Salpeterfahrt zwischen Europa und der südamerikanischen Westküste, u. a. Chile. Es folgten etliche Reisen nach Australien und bis nach Wladiwostok.

## Geschichte
Das Schiff absolvierte 1885 unter Kapitän C. J. Steincke seine Jungfernfahrt nach Chile und konnte die Strecke von Lizard Point nach Valparaíso in 63 Tagen und die Rückreise, die Strecke von Iquique nach Lizard Point, in 77 Tagen absolvieren.
1898/1899 Rekordreise Englischer Kanal–Wladiwostok in 125 Tagen.
Bekannte Schiffsführer:
- 1885–1890 C. J. Steincke Jungfernfahrt[2]
- 1891–1895 F. Kähler
- 1899–1902 W. Schröder
- 1903–1904 P. Pettersen
- 1904–1906 Eduard J. Paulsen
- 1907–1908 H. Pötcher[3]

1908 verkauft an Henrik Hansen, Lillesand und
1915 verkauft an Lauritz Schübeler, Fredrikstad in Norwegen.
- 1919–1920 K. Andersen[5]

Im Jahr 1925 wurde es an Hugo Lundqvist aus Mariehamn auf den Åland-Inseln in Finnland weiterverkauft, der es für den Holzhandel zwischen Finnland und England verwendete.
- 1925–1933 Karl-Emanuel Eriksson

Am 27. November 1933 verließ die Plus London mit Ballast zu ihrer letzten Fahrt nach Mariehamn. Am 13. Dezember 1933 lief die Bark in der Nähe von Kobba Klintar (Wikidata ID) auf den Åland-Inseln in einem plötzlich aufkommenden Sturm auf Grund und ging vor Ytre Korsö auf Position (60° 2′ 12″ N, 19° 53′ 38″ O) unter. In der eisigen Ostsee verloren 13 Besatzungsmitglieder ihr Leben, darunter auch Kapitän Eriksson, nur vier Seeleute überlebten und konnten sich als Schiffbrüchige schwimmend zum Land retten.
Anfang der 1980er Jahre gab es Pläne das Wrack der Plus zu heben und zu reparieren, um es als schwimmendes Denkmal im Hamburger Hafen präsentieren zu können. Dieses Vorhaben wurde unter anderem vom ehemaligen gleichnamigen Discounter Plus unterstützt, der auf einer Tragetasche für Unterstützung der Bergung warb. Da dieses Vorhaben jedoch nie realisiert werden konnte, liegt das Wrack bis heute auf felsigem Grund in rund 40 Metern Tiefe. Für eine Folge der  Dokumentationssendung Terra X des  
ZDF tauchte der Archäologe und Dokumentarfilmer Florian Huber zum Wrack der Plus hinab.